# Lycopodiella camporum
Lycopodiella camporum är en lummerväxtart som beskrevs av B.Øllg. och P.G. Windisch. Lycopodiella camporum ingår i släktet strandlumrar, och familjen lummerväxter. Inga underarter finns listade i Catalogue of Life.